# Балакирівський заказник
Балаки́рівський заказник — ландшафтний заказник місцевого значення в Україні. Розташований у Старобільському районі Луганської області, біля села Балакирівка. 
Площа 204,0388 га. Статус присвоєно згідно з рішенням Луганської обласної ради від 28 лютого 2013 р. № 17/40. Перебуває у віданні: Лиманська сільська рада. 
Статус присвоєно для збереження мальовничих крутосхилів на правому корінному березі річки Айдар в її середній течії. Вона включає смугу крейдяних останців, які тягнуться вздовж річки на південь та північ від села Балакирівка. 
Рослинний покрив — це переважно угрупованнями крейдяних відслонень. Лісові насадження представлені лісосмугою у верхній частині схилу. У деревостані переважає ясен, дуб звичайний, робінія псевдоакація (акація біла), абрикос звичайний, трапляються вікові дуби.